# Cakchiquel-Sprache
Die Cakchiquel-Sprache (spanisch) oder Kaqchikel (Eigenbezeichnung) ist die Sprache des indigenen Volks der Cakchiquel in Guatemala und mit etwa einer halben Million Sprechern eine der meistgesprochenen Maya-Sprachen.

## Verbreitung

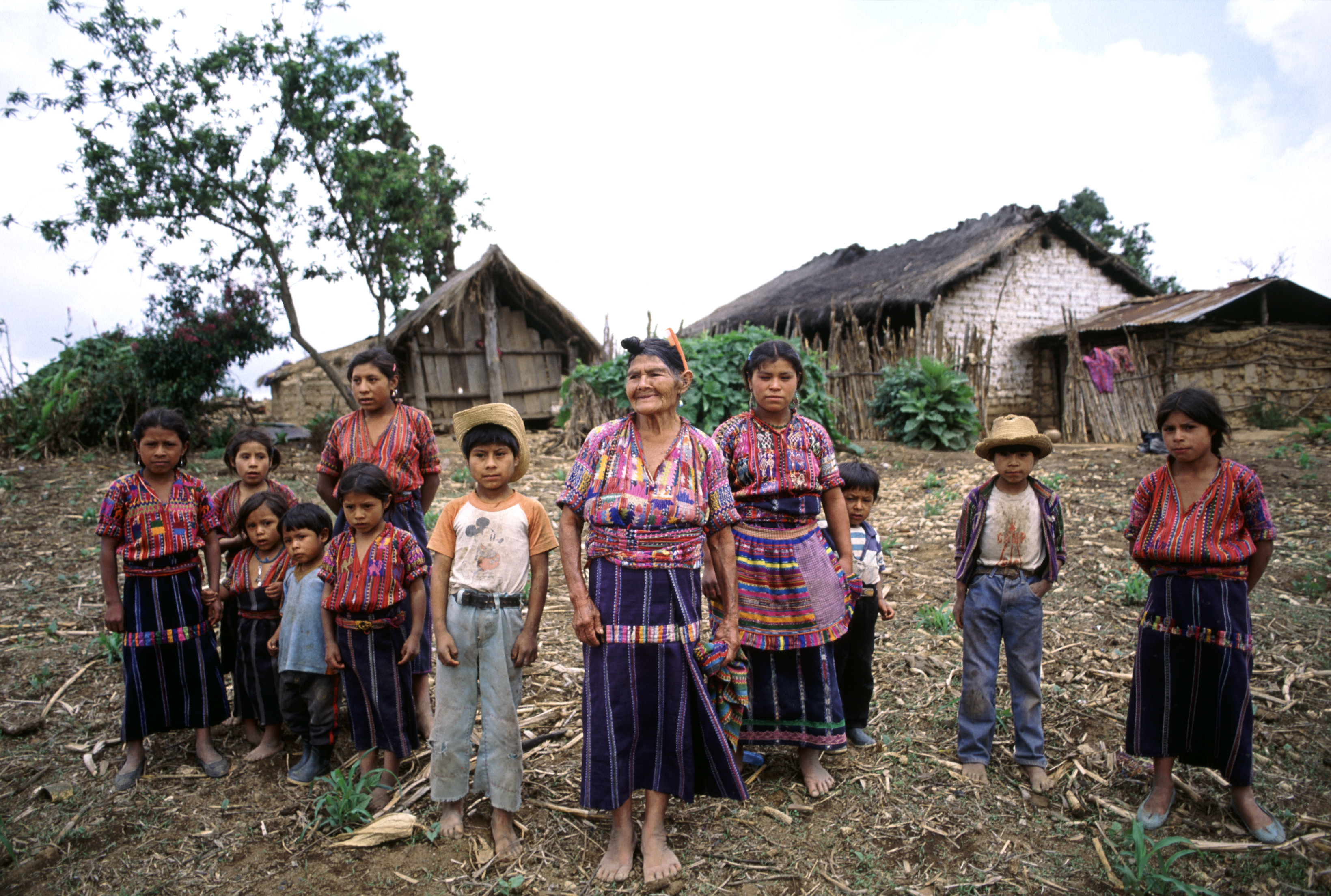
Cakchiquel-Familie

Das Cakchiquel-Sprachgebiet umfasst weite Teile des Hochlands von Guatemala, insbesondere in den Departements Chimaltenango, Sololá und Sacatepéquez. Abgesehen von einigen abgelegenen Gegenden beherrschen die meisten Cakchiquel-Sprecher bis zu einem gewissen Grad auch Spanisch.
Cakchiquel ist mit der Quiché-Sprache nahe verwandt, hat aber selbst einige recht unterschiedliche Dialekte, die von einigen Experten, insbesondere vom Summer Institute of Linguistics (SIL International) als eigene Sprachen angesehen werden.
Bei der Volkszählung von 2002 gaben 444.954 (4,3 %) Kaqchikel als Muttersprache an; 832.968 (7,4 %) bezeichneten sich als Kaqchikel.

## Literarische Tradition
Aus der Kolonialzeit sind die Annalen der Cakchiquel (Los Anales de los Cakchiqueles, auch Anales de los Xahil, Memorial de Tecpán-Atitlán oder Memorial de Sololá) überliefert, die von Mitgliedern der Familie Xahil, darunter von Francisco Hernández Arana Xajilá (von 1560 bis 1583) und seinem Enkel Francisco Rojas (von 1583 bis 1604) geschrieben wurden. Darin sind Geschichte und Mythologie der Cakchiquel wiedergegeben.